# Општина Херцег Нови
Општина Херцег Нови је општина на југозападу Црне Горе. Град се налази између највише планинске динарске масе планине Орјен (висине 1.895 m) и улаза у залив Боку которску. Према резултатима пописа из 2023. године имала је 30.824 становника.

## Насељена места
У општини се налази 39 насељених места. Извршене су измене у броју насељених места у општини у односу на стари Закон о територијалној организацији: нека насељена места су модификовала своја имена, пе су тако Бијелске Крушевице сада Бјелске Крушевице, Јошице - Јошица, Требесињ - Требесин, док су укинута насељена места Луштица и Проводина и на њиховој територији и територији делова других насеља формирана нова насељена места: Бргули, Врбањ, Забрђе, Жвиње, Каменари, Клинци, Мардари, Мркови, Њивице, Радовановићи, Репаји, Росе, Ситница, Суторина и Шпуље.

## Становништво
Према попису из 2011. године општина има 30.864 становника, а по попису из 2023. има 30.824 становника.

### Национални састав становништва општине по попису 2023. године
| Национални састав (са уделом преко 1%)‍ | Национални састав (са уделом преко 1%)‍ | Национални састав (са уделом преко 1%)‍ | Национални састав (са уделом преко 1%)‍ | Национални састав (са уделом преко 1%)‍ |
| -------------------------------------- | -------------------------------------- | -------------------------------------- | -------------------------------------- | -------------------------------------- |
|                                        |                                        |                                        |                                        |                                        |
| Срби                                   | Срби                                   |                                        | 14.901                                 | 48,34%                                 |
| Црногорци                              | Црногорци                              |                                        | 9.175                                  | 29,77%                                 |
| Руси                                   | Руси                                   |                                        | 1.930                                  | 6,26%                                  |
| Хрвати                                 | Хрвати                                 |                                        | 511                                    | 1,66%                                  |
| остали                                 | остали                                 |                                        | 2.311                                  | 7,49%                                  |
| неизјашњени                            | неизјашњени                            |                                        | 1.996                                  | 6,48%                                  |

### Национални састав становништва општине по попису 2011. године
| Национални састав (са уделом преко 1%)‍ | Национални састав (са уделом преко 1%)‍ | Национални састав (са уделом преко 1%)‍ | Национални састав (са уделом преко 1%)‍ | Национални састав (са уделом преко 1%)‍ |
| -------------------------------------- | -------------------------------------- | -------------------------------------- | -------------------------------------- | -------------------------------------- |
|                                        |                                        |                                        |                                        |                                        |
| Срби                                   | Срби                                   |                                        | 15.260                                 | 48,89%                                 |
| Црногорци                              | Црногорци                              |                                        | 10.395                                 | 33,68%                                 |
| Хрвати                                 | Хрвати                                 |                                        | 662                                    | 2,15%                                  |
| остали                                 | остали                                 |                                        | 1.639                                  | 5,86%                                  |
| неизјашњени                            | неизјашњени                            |                                        | 2.908                                  | 9,42%                                  |

### Верски састав становништва општине по попису 2023. године
| Верски састав (са уделом преко 1%)‍ | Верски састав (са уделом преко 1%)‍ | Верски састав (са уделом преко 1%)‍ | Верски састав (са уделом преко 1%)‍ | Верски састав (са уделом преко 1%)‍ |
| ---------------------------------- | ---------------------------------- | ---------------------------------- | ---------------------------------- | ---------------------------------- |
|                                    |                                    |                                    |                                    |                                    |
| Православци                        | Православци                        |                                    | 25.791                             | 83,67%                             |
| Католици                           | Католици                           |                                    | 1.085                              | 3,52%                              |
| Муслимани                          | Муслимани                          |                                    | 719                                | 2,33%                              |
| атеисти и агностици                | атеисти и агностици                |                                    | 1.341                              | 4,36%                              |
| остали                             | остали                             |                                    | 448                                | 1,08%                              |
| неизјашњени                        | неизјашњени                        |                                    | 1.440                              | 6,12%                              |

### Верски састав становништва општине по попису 2011. године
| Верски састав (са уделом преко 1%)‍ | Верски састав (са уделом преко 1%)‍ | Верски састав (са уделом преко 1%)‍ | Верски састав (са уделом преко 1%)‍ | Верски састав (са уделом преко 1%)‍ |
| ---------------------------------- | ---------------------------------- | ---------------------------------- | ---------------------------------- | ---------------------------------- |
|                                    |                                    |                                    |                                    |                                    |
| Православци                        | Православци                        |                                    | 26.012                             | 84,28%                             |
| Католици                           | Католици                           |                                    | 1.267                              | 4,11%                              |
| Муслимани                          | Муслимани                          |                                    | 622                                | 2,02%                              |
| атеисти и агностици                | атеисти и агностици                |                                    | 803                                | 2,60%                              |
| остали                             | остали                             |                                    | 333                                | 1,07%                              |
| неизјашњени                        | неизјашњени                        |                                    | 1.827                              | 5,92%                              |

### Језички састав становништва општине по попису 2023. године
| Језички састав (са уделом преко 1%)‍ | Језички састав (са уделом преко 1%)‍ | Језички састав (са уделом преко 1%)‍ | Језички састав (са уделом преко 1%)‍ | Језички састав (са уделом преко 1%)‍ |
| ----------------------------------- | ----------------------------------- | ----------------------------------- | ----------------------------------- | ----------------------------------- |
|                                     |                                     |                                     |                                     |                                     |
| Српски језик                        | Српски језик                        |                                     | 17.770                              | 57,65%                              |
| Црногорски језик                    | Црногорски језик                    |                                     | 6.859                               | 22,25%                              |
| Руски језик                         | Руски језик                         |                                     | 2.172                               | 7,05%                               |
| остали                              | остали                              |                                     | 2.917                               | 9,46%                               |
| неизјашњени                         | неизјашњени                         |                                     | 1.106                               | 3,59%                               |

### Језички састав становништва општине по попису 2011. године
| Језички састав (са уделом преко 1%)‍ | Језички састав (са уделом преко 1%)‍ | Језички састав (са уделом преко 1%)‍ | Језички састав (са уделом преко 1%)‍ | Језички састав (са уделом преко 1%)‍ |
| ----------------------------------- | ----------------------------------- | ----------------------------------- | ----------------------------------- | ----------------------------------- |
|                                     |                                     |                                     |                                     |                                     |
| Српски језик                        | Српски језик                        |                                     | 18.986                              | 61,52%                              |
| Црногорски језик                    | Црногорски језик                    |                                     | 7.224                               | 23,41%                              |
| остали                              | остали                              |                                     | 2.522                               | 8,16%                               |
| неизјашњени                         | неизјашњени                         |                                     | 2.132                               | 6,91%                               |